# 니키 웹스터
니콜 마리 웹스터(영어: Nicole Marie Webster, 1987년 4월 30일 ~ )는 오스트레일리아의 팝 가수이다. 그녀는 2000년 하계 올림픽 개막식 공연과 그의 싱글 "Strawberry Kisses"로 잘 알려져 있다. 이 곡은 2001년에 발표된 호주 톱 25 싱글 목록에서 21위에 올랐다.